# 錫米哈卡

錫米哈卡是哥倫比亞的城鎮，位於該國中部，由昆迪納馬卡省負責管轄，距離首府波哥大135公里，始建於1600年8月14日，面積107平方公里，海拔高度2,711米，2005年人口10,848。

## 外部連結
- Simijaca town council page （页面存档备份，存于）

5°30′7″N 73°51′7″W / 5.50194°N 73.85194°W